# Orthonevra tristis
Orthonevra tristis är en tvåvingeart som först beskrevs av Friedrich Hermann Loew 1871.  Orthonevra tristis ingår i släktet glansblomflugor, och familjen blomflugor.
Artens utbredningsområde är Österrike. Inga underarter finns listade i Catalogue of Life.